# 레소스 (비극)

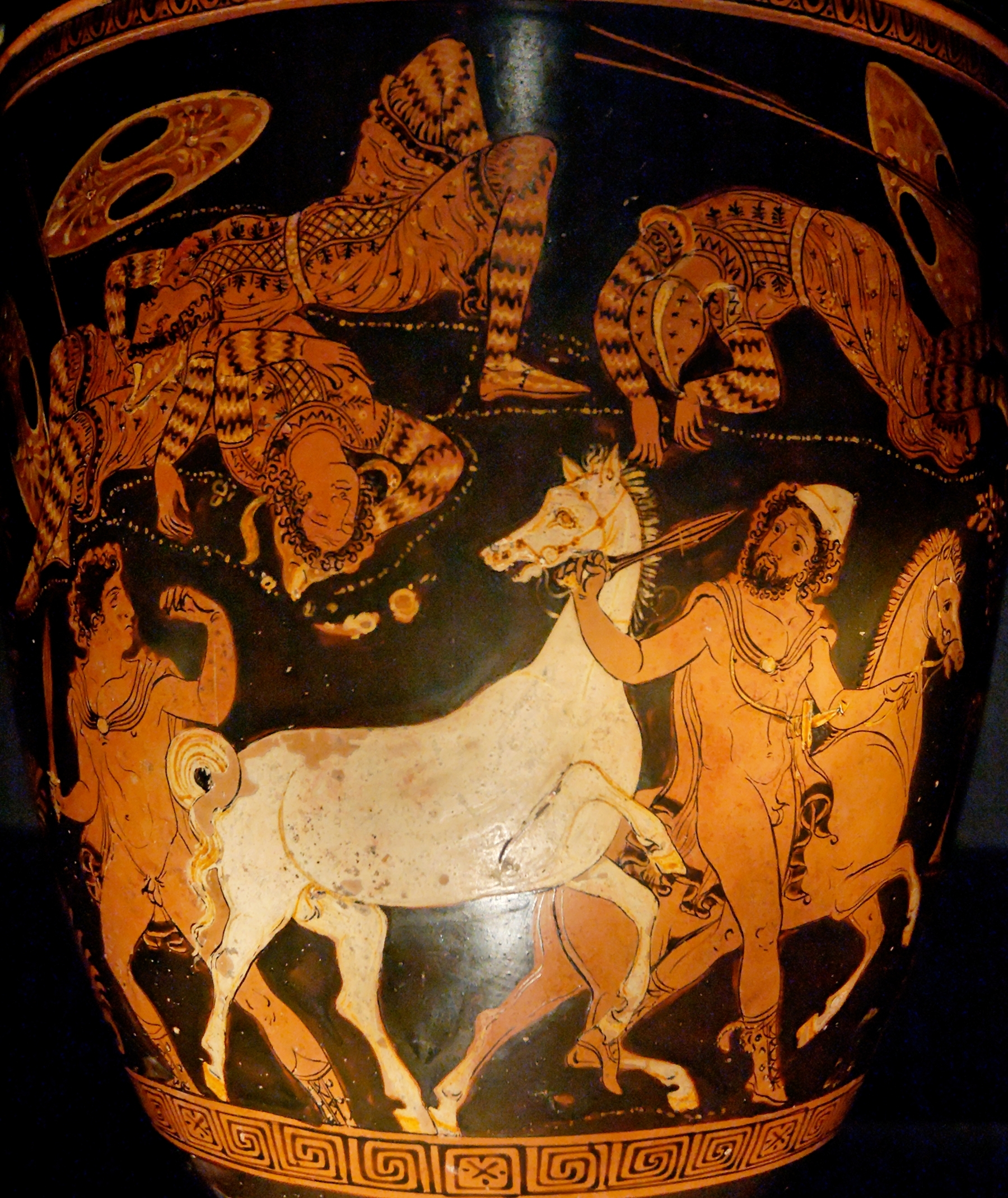

《레소스》(고대 그리스어: Ῥῆσος, Rhēsos)는 고대 그리스 비극 작품이다. 에우리피데스의 작품으로 알려져 왔으나, 작가 미상의 작품이라는 주장이 점점 설득력을 얻고 있다.

## 개요
《레소스》의 줄거리는 호메로스의 《일리아드》에 기초하고 있다. 호메로스는 트로이 전쟁 10년사 중 전쟁 막바지 50일간을 1만 5000여 행에 걸쳐 묘사했다. 《레소스》는 트로이 전쟁의 판세가 뒤집히게 되는 결정적인 순간을 담고 있다. 해안가에 주둔해 있던 그리스 군대의 철군 움직임이 트로이군에 포착된다. 헥토르는 진상을 확인하기 위해 그리스군에 첩자를 보낸다. 그때 마침 트라키아의 왕 레소스가 군대와 함께 트로이에 도착한다. 전쟁이 발발한 직후 트로이가 트라키아에 청병하고 10년 만이다. 이미 트로이의 승리가 확실해진 이때, 레소스와 트라키아 군대의 뒤늦은 지원에 헥토르는 서운함을 감추지 못한다. 레소스에게도 사정은 있었다. 출정하자마자 스키타이의 공격을 받은 것이다. 스키타이와의 지난한 싸움을 끝내고 곧장 트로이로 향한 트라키아 군대의 지친 모습을 보고 헥토르는 비로소 오해를 푼다. 그날 밤 레소스와 트라키아 군대는 트로이 진영에서 오랜만에 다디단 잠에 빠진다. 이날 전쟁의 여신 아테나는 10년간 끌어오던 트로이 전쟁의 결말을 예고한다. 《레소스》는 기원전 440년 이전에 상연되었을 것으로 추정될 뿐 창작 연대는 정확히 알려지지 않았다. 트라키아 왕 레소스의 죽음을 둘러싼 갈등이 극을 끌어간다. 다른 작품들에 비해 극적 완성도가 떨어져 에우리피데스 작품이 맞는지를 놓고 논란이 있다. 하지만 에우리피데스 비극 전체를 관통하는 주제, “필멸의 인간은 신의 뜻을 알 길 없으니 자만하지 말라”는 경고는 이 작품에서도 유효해 보인다.
자, 여러분! 왕자님께 복종합시다!

무기를 들고 우리 동맹군에게

왕자님 명을 전하러 갑시다!

어쩌면 우리를 보살피는 신께서

승리를 안겨 줄지도 모를 일입니다!— 126쪽, 코로스의 합창 전문

《레소스》의 대미를 장식하는 트로이군 코로스의 합창은 여전히 트로이의 승리를 낙하고 있다. 그러나 모두가 알고 있듯 이 전쟁은 결국 그리스의 승리로 끝이 난다. 신의 뜻을 인간은 절대로 알 수가 없다.

## 등장 인물
- 헥토르 - 트로이아군 총사령관
- 아이네이아스 - 트로이아군 장수
- 코러스 - 트로이아 파수병들
- 돌론 - 트로이아인
- 사자 - 목자
- 레소스 - 트라케 왕
- 오뒷세우스 - 그리스군 장수
- 디오메데스 - 그리스군 장수
- 아테네 - 지혜,전쟁,직물,진보,평화,기술의 여신
- 알렉산드로스 - 일명 파리스, 트로이아의 왕자, 헥토르의 동생
- 레소스의 마부
- 무사 - 레소스의 어머니

## 참고 문헌
- 에우리피데스, 천병희 역, 『에우리피데스 비극 전집 2』547~592쪽, 도서출판 숲, 2009.